# Saut à la perche masculin aux championnats du monde d'athlétisme 2023
Pour des articles plus généraux, voir Championnats du monde d'athlétisme 2023 et Saut à la perche aux championnats du monde d'athlétisme.
Navigation
Eugene 2022 Tokyo 2025
L'épreuve du saut à la perche masculin des championnats du monde de 2023 se déroule les 23 et 26 août 2023 au sein du Centre national d'athlétisme à Budapest, en Hongrie. Elle est remportée par le Suédois Armand Duplantis.

## Mimimas
La période de qualification est comprise entre le 31 juillet 2022 et le 30 juillet 2023. Le minima de qualification est fixé à 5,81 m.

## Résultats

### Qualifications
Qualification : 5,80 m (Q) ou les 12 meilleurs sauts (q).
| Rang | Groupe | Athlète               | Pays            | 5,35 m | 5,55 m | 5,70 m | 5,75 m | 5,80 m | Marque | Notes  |
| ---- | ------ | --------------------- | --------------- | ------ | ------ | ------ | ------ | ------ | ------ | ------ |
| 1    | A      | Armand Duplantis      | Suède           | –      | o      | o      | o      |        | 5,75 m | q      |
| 1    | A      | Chris Nilsen          | États-Unis      | o      | o      | o      | o      |        | 5,75 m | q      |
| 1    | A      | Ernest Obiena         | Philippines     | –      | o      | –      | o      |        | 5,75 m | q      |
| 1    | A      | Kurtis Marschall      | Australie       | o      | o      | o      | o      |        | 5,75 m | q      |
| 5    | B      | Yao Jie               | Chine           | o      | xo     | o      | o      |        | 5,75 m | q      |
| 6    | B      | Zach McWhorter        | États-Unis      | o      | o      | xxo    | o      |        | 5,75 m | q      |
| 6    | A      | Thibaut Collet        | France          | xxo    | o      | o      | o      |        | 5,75 m | q      |
| 8    | A      | Ersu Şaşma            | Turquie         | –      | o      | o      | xo     |        | 5,75 m | q      |
| 9    | B      | Piotr Lisek           | Pologne         | o      | xo     | o      | xo     |        | 5,75 m | q      |
| 9    | B      | Robert Sobera         | Pologne         | o      | o      | x–     | xo     |        | 5,75 m | q, SB  |
| 11   | A      | Ben Broeders          | Belgique        | –      | o      | o      | xxo    |        | 5,75 m | q      |
| 12   | A      | Claudio Stecchi       | Italie          | –      | o      | xo     | xxo    |        | 5,75 m | q      |
| 13   | B      | Huang Bokai           | Chine           | xo     | xo     | o      | xxo    |        | 5,75 m | q, =PB |
| 14   | B      | Oleg Zernikel         | Allemagne       | o      | o      | o      | xxx    |        | 5,70 m | SB     |
| 15   | B      | Kyle Rademeyer        | Afrique du Sud  | xxo    | o      | o      | xxx    |        | 5,70 m |        |
| 16   | B      | Zachery Bradford      | États-Unis      | xo     | xxo    | o      | xxx    |        | 5,70 m |        |
| 16   | B      | Menno Vloon           | Pays-Bas        | xxo    | xo     | o      | xxx    |        | 5,70 m |        |
| 18   | A      | Zhong Tao             | Chine           | o      | xo     | xo     | xxx    |        | 5,70 m |        |
| 19   | B      | Baptiste Thiery       | France          | o      | o      | xxo    | xxx    |        | 5,70 m |        |
| 20   | A      | Ethan Cormont         | France          | o      | o      | xxx    |        |        | 5,55 m |        |
| 20   | A      | Sondre Guttormsen     | Norvège         | o      | o      | xx–    | x      |        | 5,55 m |        |
| 22   | B      | Juho Alasaari         | Finlande        | o      | xxx    |        |        |        | 5,35 m |        |
| 22   | A      | Gillian Ladwig        | Allemagne       | o      | xxx    |        |        |        | 5,35 m |        |
| 22   | A      | Germán Chiaraviglio   | Argentine       | o      | xxx    |        |        |        | 5,35 m |        |
| 22   | A      | Paweł Wojciechowski   | Pologne         | o      | xxx    |        |        |        | 5,35 m |        |
| 26   | A      | Pedro Buaró           | Portugal        | xo     | xxx    |        |        |        | 5,35 m |        |
| 26   | B      | Vladyslav Malykhin    | Ukraine         | xo     | xxx    |        |        |        | 5,35 m |        |
| 26   | B      | Hussain al-Hizam      | Arabie saoudite | xo     | xxx    |        |        |        | 5,35 m |        |
| 29   | B      | Eduardo Nápoles       | Cuba            | xxo    | xxx    |        |        |        | 5,35 m |        |
| –    | B      | Emmanouil Karalis     | Grèce           | xxx    |        |        |        |        | NM     |        |
| –    | B      | Dominik Alberto       | Suisse          | xxx    |        |        |        |        | NM     |        |
| –    | B      | Pål Haugen Lillefosse | Norvège         | xxx    |        |        |        |        | NM     |        |
| –    | A      | Urho Kujanpää         | Finlande        | xxx    |        |        |        |        | NM     |        |
| –    | A      | Tomoya Karasawa       | Japon           | xxx    |        |        |        |        | NM     |        |

### Finale
| Rang               | Athlète          | Nationalité | 5.55 | 5.75 | 5.85 | 5.90 | 5.95 | 6.00 | 6.05 | 6.10 | 6.23 | Marque | Notes  |
| ------------------ | ---------------- | ----------- | ---- | ---- | ---- | ---- | ---- | ---- | ---- | ---- | ---- | ------ | ------ |
| Médaille d'or      | Armand Duplantis | Suède       | o    | –    | o    | –    | o    | o    | o    | o    | xxx  | 6.10   |        |
| Médaille d'argent  | Ernest Obiena    | Philippines | o    | xo   | xo   | o    | o    | xo   | x–   | xx   |      | 6.00   | AR, PB |
| Médaille de bronze | Kurtis Marschall | Australie   | xo   | o    | o    | x–   | o    | xxx  |      |      |      | 5.95   | PB     |
| Médaille de bronze | Chris Nilsen     | États-Unis  | o    | o    | xxo  | o    | o    | xxx  |      |      |      | 5.95   | SB     |
| 5                  | Thibaut Collet   | France      | o    | o    | o    | o    | x–   | xx   |      |      |      | 5.90   | PB     |
| 6                  | Huang Bokai      | Chine       | o    | o    | xxx  |      |      |      |      |      |      | 5.75   | PB     |
| 7                  | Ben Broeders     | Belgique    | xo   | o    | xxx  |      |      |      |      |      |      | 5.75   |        |
| 8                  | Zach McWhorter   | États-Unis  | xo   | xo   | xxx  |      |      |      |      |      |      | 5.75   |        |
| 9                  | Yao Jie          | Chine       | o    | xxo  | xxx  |      |      |      |      |      |      | 5.75   |        |
| 9                  | Claudio Stecchi  | Italie      | o    | xxo  | xxx  |      |      |      |      |      |      | 5.75   |        |
| 9                  | Piotr Lisek      | Pologne     | o    | xxo  | x–   | xx   |      |      |      |      |      | 5.75   |        |
| 12                 | Robert Sobera    | Pologne     | o    | xxx  |      |      |      |      |      |      |      | 5.55   |        |
| 12                 | Ersu Şaşma       | Turquie     | o    | xxx  |      |      |      |      |      |      |      | 5.55   |        |

## Légende
Records et Performances
- AR : Record continental (area record)
- CR : Record des championnats (championship record)
- MR : Record du meeting (meet record)
- NR : Record national (national record)
- OR : Record olympique (olympic record)
- PR : Record paralympique (paralympic record)
- PB : Record personnel (personal best)
- SB : Meilleure performance personnelle de la saison (season's best)
- WL : Meilleure performance mondiale de l'année (world leader)
- WJR : Record du monde junior (world junior record)
- WR : Record du monde (world record)

Circonstances et Conditions
- DNF : N'a pas terminé (did not finish)
- DNS : N'a pas pris le départ (did not start)
- DQ : Disqualification (disqualification)
- NM : Aucun essai valable enregistré (No Mark)
- Q : Qualifié « directement » au prochain tour (ou à la prochaine compétition), lors d'une compétition majeure, grâce au classement ou à la réalisation des minima (automatic qualifier)
- q : Qualifié au prochain tour (ou à la prochaine compétition), lors d'une compétition majeure, grâce au repêchage ou à la réalisation de l'une des meilleures performances parmi celles des « non qualifiés directement » (grâce au meilleur temps ou à la meilleure distance par exemple) (secondary qualifier)